# Tidszon

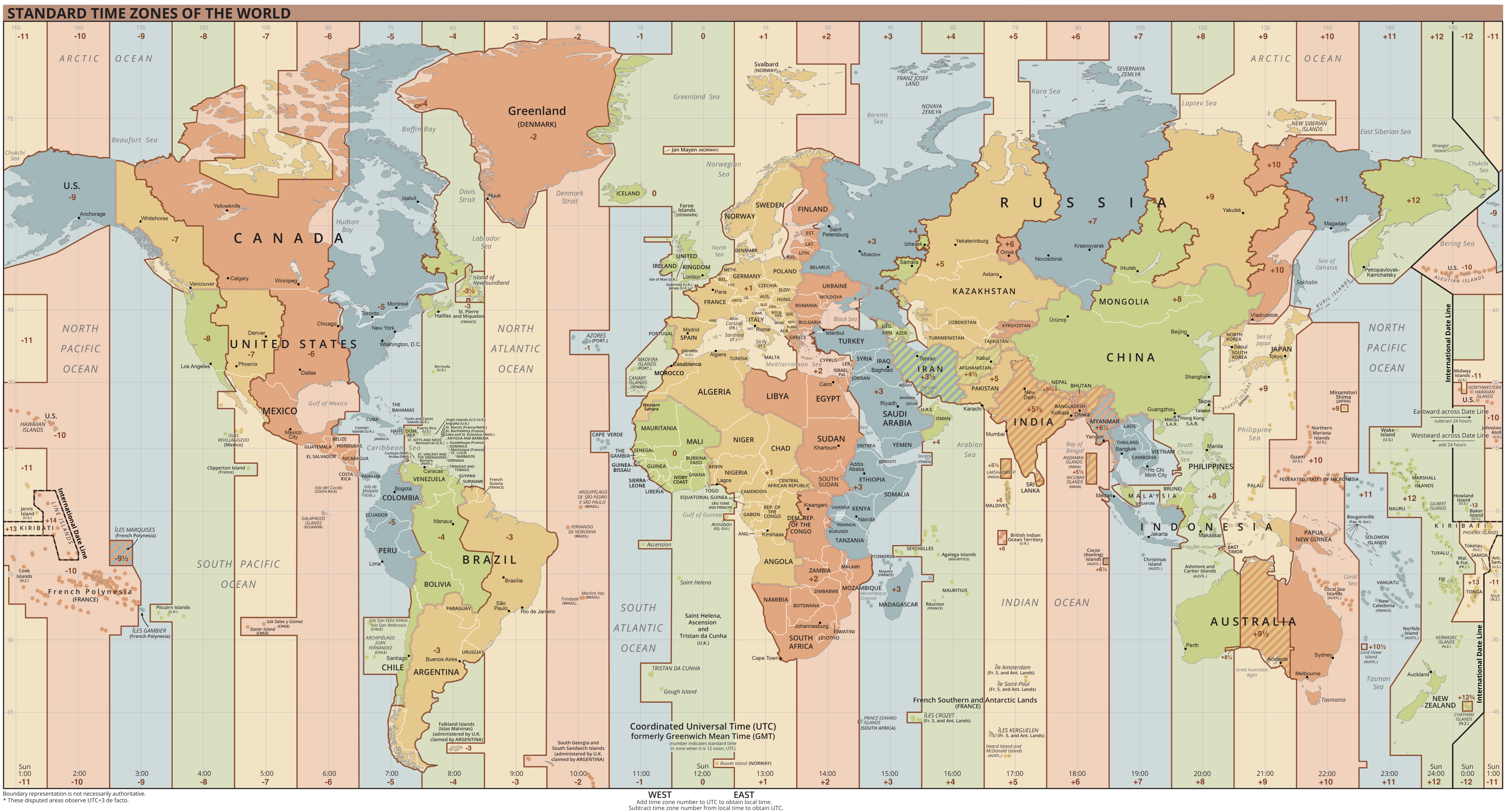
Karta med standardtidszoner i världen.

En tidszon är ett område på jorden med samma normaltid, så kallad zontid.
Eftersom jorden roterar kring sin egen axel, kan det aldrig bli samma klocktid eller soltid över hela klotet. Lokaltiden är bara gemensam för de platser som ligger på samma meridian. Platser som ligger längre österut och längre västerut har lokaltid som ligger före respektive efter. För att hålla samma tid inom länder eller områden har jorden blivit indelad i ett antal tidszoner, med hela timmar och ibland halvtimmar som skillnad mellan zonerna. Till exempel är klockan 13.00 i Stockholm när den är 12.00 i London.
Tidszonerna följer i stort sett var 15:e meridiangrad. Oftast används bara en normaltid i varje land. Undantag är en del stora länder vilka har interna zonindelningar. I Västeuropa tillämpar Azorerna (Portugal) och Kanarieöarna (Spanien) andra zontider än fastlandet. Om man konsekvent följt kartans lodräta streck hade till exempel det norska Vestlandet legat i den brittiska tidszonen, och Finnmark fylke i samma tidszon som Finland. Vilka zontider som används i olika länder listas i Lista över länders tidszoner.
Den universella tiden, UTC (koordinerad universell tid), används ofta som referens när man definierar tidszoner. Den justeras inte efter sommartid, vilket gör att i länder som har sommartid så stämmer inte tiden med tidszonssiffran på sommaren. I Sverige går klockan en timme före UTC på vintern ("normaltid") och två timmar före UTC på sommaren.
Kina är det största landet som bara använder en zontid (UTC + 8t), och som en konsekvens av detta står solen i söder ungefär kl 15 på eftermiddagen i Xinjiang i västligaste Kina. Det näst största landet som använder endast en zontid är Indien (UTC + 5½ timme).
På ett antal platser på jorden, de flesta i Asien, möts tre tidszoner. En sådan plats är den trelandspunkt där norska, finska och ryska riksgränserna möts.

## Longitudens betydelse för dygnets timmar

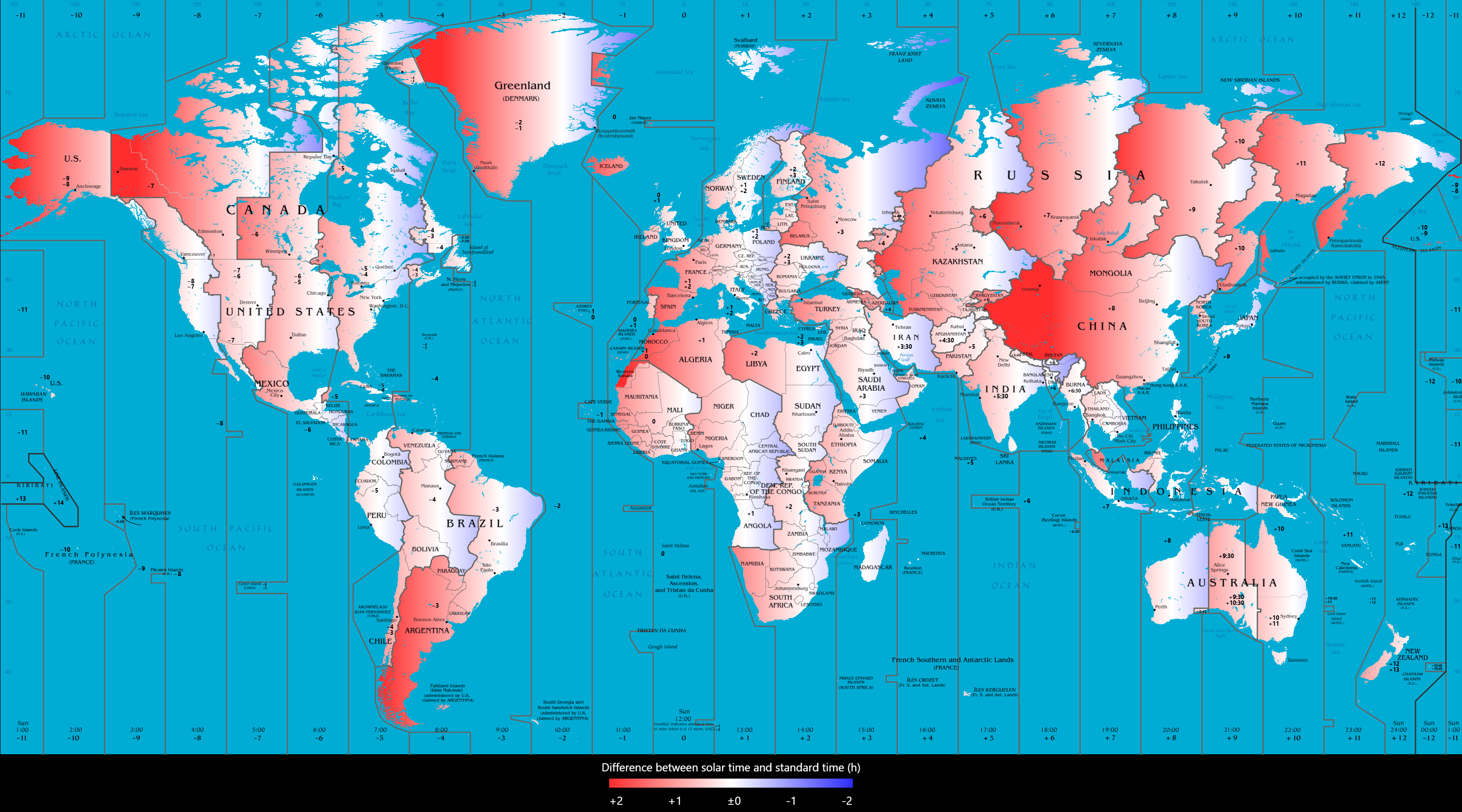
Bilden visar skillnaden mellan tidszonen och solens läge.

Longituden beskriver en orts läge i öst-västlig riktning. Jorden snurrar ett varv (360 grader) runt sin axel på 24 timmar. Därav följer att den longitud där solen står som högst flyttar sig 360/24 = 15 grader på en timme. Eftersom man vill att klockan inte skall skilja sig för mycket från soltiden, som är 12 när solen står som högst, måste klockan vara olika på olika sidor av jorden.
Det finns två sätt som man beslutat vilken tidszon som gäller i ett område; till sjöss efter en internationell konvention, och på land efter respektive lands egna beslut.
Till sjöss gäller en konvention som anger 25 tidszoner (23 à 15 längdgrader, samt 2 à 7,5 längdgrader), avgränsande av tidsmeridianer. Nollzonen sträcker sig från en halv timme öster om Greenwichmeridianen till en halvtimme väster därom, motsvarande ± 7,5 längdgrader. Varje zon om en timme öster och väster därom omfattar 15 grader. När dessa "naturliga" tidszoner följs kommer medelsolen alltid att stå som högst mellan 11:30 och 12:30. Tidszonen mitt emot nollmeridianen är delad på två: UTC + 12 timmar och UTC - 12 timmar, med datumgränsen mellan dessa.
Konventionen är i praktiken en rekommendation eftersom man av praktiska skäl gör vissa avsteg. Oceangående fartyg kan under ett dygn passera flera tidszonsgränser och det är fartygets kapten som bestämmer vilken zontid som ska tillämpas under det närmaste dygnet (skeppstid). Tidszonsbytet har betydelse bland annat för besättningens tjänstgöringstider och restauranger och butiker för passagerare. Fartyg som går en fast rutt fram och tillbaka över en tidszongräns (såsom Sverige-Finland) har normalt samma tidszon hela tiden. Annonserade avgångstider följer dock tidszonen till lands.
Till lands bestäms tidszonen av respektive land självt, utan utomstående inblandning. Det finns tidszoner från UTC - 12 timmar till UTC + 14 timmar. På land finns 40 tidszoner, och zongränserna följer praktiska linjer såsom nationsgränser och delstatsgränser oftast i närheten av respektive meridian. Men vissa länder, till exempel Island och Spanien, har valt att höra till tidszoner vars naturliga area ligger helt utanför de ländernas respektive territorier. Också stora delar av Kina har en normaltid som avsevärt skiljer sig från soltiden, eftersom hela landet tillämpar samma normaltid.
Vissa länder och områden har som tid ett antal timmar plus en halvtimme från UTC: Iran, Afghanistan, Indien, mellersta Australien, Venezuela och Newfoundland och Labrador i Kanada.
Datumgränsen ligger i princip på meridianen 180 grader, men av praktiska skäl gör man vissa avsteg därifrån, så att man i görligaste mån har samma datum inom en och samma nation. Det enda uppenbara fallet där datumgränsen korsar ett land är vissa av Nya Zeelands självstyrande områden, såsom Cooköarna, som inte har samma datum som egentliga Nya Zeeland. Några länder (Kiribati och Samoa) har gjort avsteg från den nautiska datumlinjen och bytt tidszon och datum så att de nu har asiatiskt/australiskt datum trots att de ligger öster om den nautiska datumlinjen.
De flesta länder ingår som helhet i en och samma tidszon. Tretton länder med stor öst-västlig geografisk utbredning, däribland Australien, Brasilien, Kanada, Mexiko, Ryssland och USA, tillämpar olika tidszoner inom landet.

## Sommartid

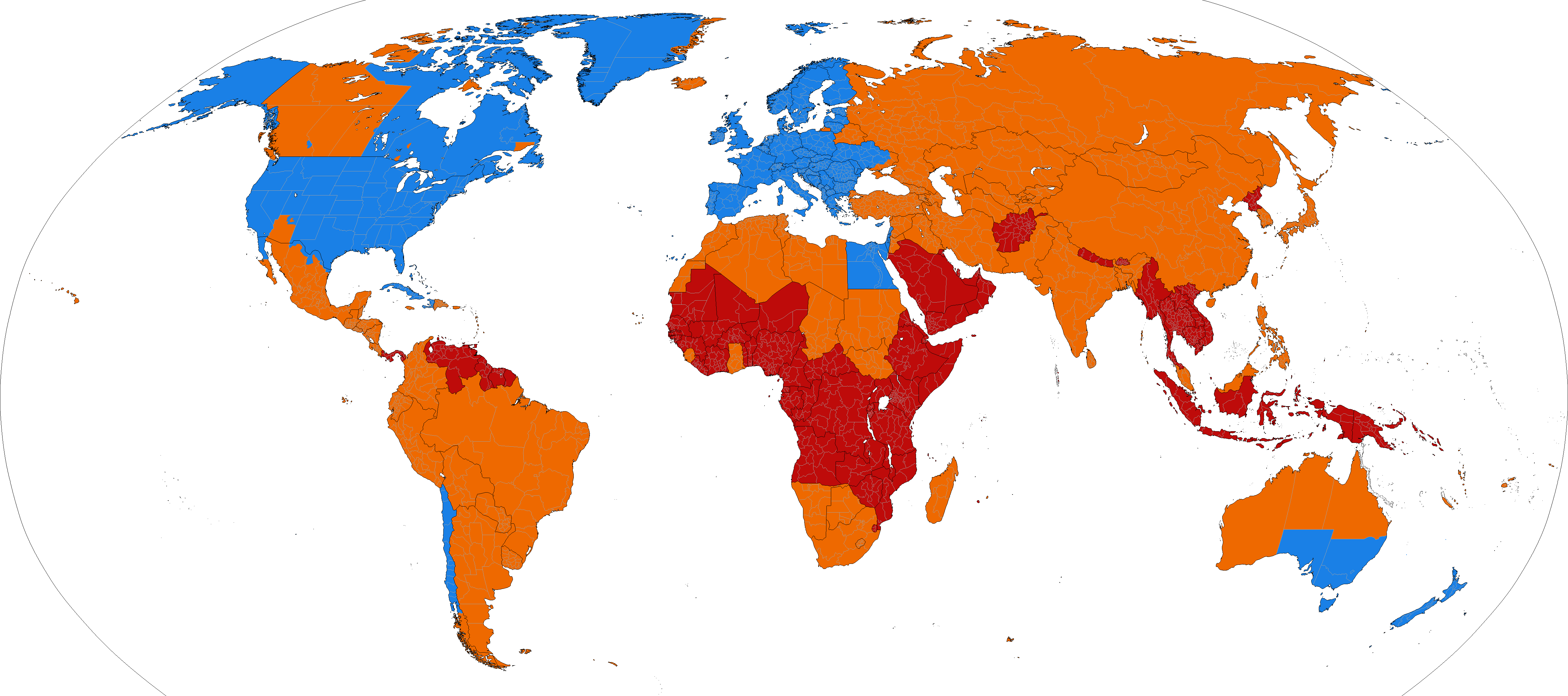
Sommartid används
Sommartid används inte längre
Sommartid har aldrig använts

I många länder, särskilt i Europa och Nordamerika tillämpas sommartid en stor del av året, vilket innebär att man tillfälligt förskjuter normaltiden och tillämpar en tid som är en timme mer än annars skulle ha varit fallet.
De flesta av Europas länder har samordnat tidpunkterna för växling till och från sommartid genom att anpassa sig till EU:s regler. 1996 senarelade man enligt EU-beslut övergången från sommartid på hösten med en månad. Övergången till sommartid på våren ändrades däremot inte. USA har också ett samordnat växlingsdatum, som skiljer sig från Europas. I Australien finns ingen sådan samordning, och några delstater tillämpar dessutom inte sommartid alls.

## Tidszonsbeteckningar
Traditionellt används bokstavsbeteckningar, vanligen med två, tre eller fyra bokstäver. Dessa beteckningar är normalt förkortningar och har bestämts av ett eller flera länder som använder aktuell tidszon. Exempel: ET (Eastern time, avser USA och Kanada) och CET (Centraleuropeisk tid, täcker en stor del av Europa). Samma tidszon kan därför ha flera sådana bokstavsbeteckningar.
Olika system för att beteckna tidszonen finns i användning och samma beteckning kan stå för olika tidszoner i olika system. I ISO 8601 anges tidszonen med ett plus eller minustecken och fyra siffror som anger timmar och minuter skillnad mot UTC. Detta används internt i e-mail.

## Tidszonsbokstav
Tidszonen kan också anges genom tillägg av en tidszonsbokstav efter en klockslagangivelse. Nollzonen kring Greenwich betecknas i detta system med Z (Zero Time, ibland bokstaverat som ”Zulu Time” enligt ICAO-bokstaveringen). Från nollzonen räknar man A, B, C och så vidare i 15-gradersavsnitt österut. J hoppar man över för att undvika förväxling med I. Zonen UTC+12 vid datumgränsen är bara 7,5 longituder och betecknas med M. Öster om M-zonen används beteckningarna M* för UTC+13 och M† för UTC+14. Från nollzonen räknar man västerut N, O, P, och så vidare tills man kommer till Y (UTC-12) på ett 7,5 grader brett stycke närmast öster om datumlinjen. Tidszoner med en halvtimmes avvikelse kan betecknas till exempel C* (Iran) och E* (Indien).
Det råder en viss förvirring angående sommartid: man ska enligt gällande regler växla bokstav då sommartid införs (till exempel har Sverige A på vintern och B på sommaren) vilket emellertid inte alltid iakttas.
J blev över. Den beteckningen får användas fritt för att beteckna lokal tid (LT) för vilken plats som helst.

## UTC-skillnader
|                                    |                                    |                                    |                                    |                                  |                                  |                                  |                                  |                                     |                                     |                                     |                                     |                         |                         |                         |                         |                              |                              |                              |                              |
| UTC−12:00 ... UTC−07:00            | UTC−12:00 ... UTC−07:00            | UTC−12:00 ... UTC−07:00            | UTC−12:00 ... UTC−07:00            | UTC−06:00 ... UTC−01:00          | UTC−06:00 ... UTC−01:00          | UTC−06:00 ... UTC−01:00          | UTC−06:00 ... UTC−01:00          | UTC±00:00 ... UTC+05:45             | UTC±00:00 ... UTC+05:45             | UTC±00:00 ... UTC+05:45             | UTC±00:00 ... UTC+05:45             | UTC+06:00 ... UTC+11:30 | UTC+06:00 ... UTC+11:30 | UTC+06:00 ... UTC+11:30 | UTC+06:00 ... UTC+11:30 | UTC+12:00 ... UTC+14:00      | UTC+12:00 ... UTC+14:00      | UTC+12:00 ... UTC+14:00      | UTC+12:00 ... UTC+14:00      |
| Oceanien / Nordamerika / Antarktis | Oceanien / Nordamerika / Antarktis | Oceanien / Nordamerika / Antarktis | Oceanien / Nordamerika / Antarktis | Nord- och Sydamerika / Antarktis | Nord- och Sydamerika / Antarktis | Nord- och Sydamerika / Antarktis | Nord- och Sydamerika / Antarktis | Europa / Afrika / Asien / Antarktis | Europa / Afrika / Asien / Antarktis | Europa / Afrika / Asien / Antarktis | Europa / Afrika / Asien / Antarktis | Asien / Antarktis       | Asien / Antarktis       | Asien / Antarktis       | Asien / Antarktis       | Asien / Oceanien / Antarktis | Asien / Oceanien / Antarktis | Asien / Oceanien / Antarktis | Asien / Oceanien / Antarktis |
| ingen sommartid                    | ingen sommartid                    | sommartid                          | sommartid                          | ingen sommartid                  | ingen sommartid                  | sommartid                        | sommartid                        | ingen sommartid                     | ingen sommartid                     | sommartid                           | sommartid                           | ingen sommartid         | ingen sommartid         | sommartid               | sommartid               | ingen sommartid              | ingen sommartid              | sommartid                    | sommartid                    |
|                                    | −12:00                             |                                    | −12:00 /−11:00                     |                                  | −06:00                           |                                  | −06:00 /−05:00                   |                                     | ±00:00                              |                                     | ±00:00 /+01:00                      |                         | +06:00                  |                         | +06:00 /+07:00          |                              | +12:00                       |                              | +12:00 /+13:00               |
|                                    |                                    |                                    |                                    |                                  |                                  |                                  |                                  |                                     |                                     |                                     |                                     |                         | +06:30                  |                         |                         |                              |                              |                              |                              |
|                                    |                                    |                                    |                                    |                                  |                                  |                                  |                                  |                                     |                                     |                                     |                                     |                         |                         |                         |                         |                              | +12:45                       |                              | +12:45 /+13:45               |
|                                    | −11:00                             |                                    | −11:00 /−10:00                     |                                  | −05:00                           |                                  | −05:00 /−04:00                   |                                     | +01:00                              |                                     | +01:00 /+02:00                      |                         | +07:00                  |                         | +07:00 /+08:00          |                              | +13:00                       |                              |                              |
|                                    |                                    |                                    |                                    |                                  | −04:30                           |                                  |                                  |                                     |                                     |                                     |                                     |                         |                         |                         |                         |                              |                              |                              |                              |
|                                    | −10:00                             |                                    | −10:00 /−09:00                     |                                  | −04:00                           |                                  | −04:00 /−03:00                   |                                     | +02:00                              |                                     | +02:00 /+03:00                      |                         | +08:00                  |                         | +08:00 /+09:00          |                              | +14:00                       |                              |                              |
|                                    |                                    |                                    |                                    |                                  | −03:30                           |                                  | −03:30 /−02:30                   |                                     |                                     |                                     |                                     |                         | +08:30                  |                         |                         |                              |                              |                              |                              |
|                                    | −09:00                             |                                    | −09:00 /−08:00                     |                                  | −03:00                           |                                  | −03:00 /−02:00                   |                                     | +03:00                              |                                     | +03:00 /+04:00                      |                         | +09:00                  |                         | +09:00 /+10:00          |                              |                              |                              |                              |
|                                    |                                    |                                    |                                    |                                  |                                  |                                  |                                  |                                     | +03:30                              |                                     | +03:30 /+04:30                      |                         | +09:30                  |                         | +09:30 /+10:30          |                              |                              |                              |                              |
|                                    | −08:00                             |                                    | −08:00 /−07:00                     |                                  | −02:00                           |                                  | −02:00 /−01:00                   |                                     | +04:00                              |                                     | +04:00 /+05:00                      |                         | +10:00                  |                         | +10:00 /+11:00          |                              |                              |                              |                              |
|                                    |                                    |                                    |                                    |                                  |                                  |                                  |                                  |                                     | +04:30                              |                                     |                                     |                         |                         |                         |                         |                              |                              |                              |                              |
|                                    | −07:00                             |                                    | −07:00 /−06:00                     |                                  | −01:00                           |                                  | −01:00 /±00:00                   |                                     | +05:00                              |                                     | +05:00 /+06:00                      |                         | +11:00                  |                         | +11:00 /+12:00          |                              |                              |                              |                              |
|                                    |                                    |                                    |                                    |                                  |                                  |                                  |                                  |                                     | +05:30                              |                                     |                                     |                         | +11:30                  |                         |                         |                              |                              |                              |                              |
|                                    |                                    |                                    |                                    |                                  |                                  |                                  |                                  |                                     | +05:45                              |                                     |                                     |                         |                         |                         |                         |                              |                              |                              |                              |

## Tidszoner i rymden kring Jorden
För människor i omloppsbana runt Jorden används inte några tidszoner, eftersom den snabba rotationen i omloppsbana ger mycket tätare upp- och nedgångstider för solen. I rymden används ofta tiden för avfärdsplatsen eller kontrollcentret.
Internationella rymdstationen använder UTC då de har kontakt med flera kontrollcentra.